# بیمارستان روان‌پزشکی ترنتون
بیمارستان روان‌پزشکی ترنتون (انگلیسی: Trenton Psychiatric Hospital) یک بیمارستان روان‌پزشکی دولتی است که در شهر ترنتون، نیوجرسی قرار دارد. این بیمارستان در سابق، با نام بیمارستان ایالتی نیوجرسی در تورنتون به فعالیت می‌پرداخت و در واقع به عنوان تیمارستان ایالتی نیوجرسی انجام وظیفه می‌کرد.
بیمارستان روان‌پزشکی ترنتون در روز ۱۵ مهٔ ۱۸۴۸ توسط دوروتیا دیکس تأسیس گردید. آن اولین بیمارستان عمومی امراض روانی در ایالت نیوجرسی، و اولین بیمارستان روانی بود که بر اساس طرح کرکبراید طراحی گردید. معمار این بیمارستان، جان نوتمن است که فردی آمریکایی-اسکاتلندی بود.